# Williams FW07
O FW07/FW07B/FW07C é o modelo da Williams das temporadas de 1979, 1980, 1981 e 1982 da F1. Foi guiado por Alan Jones, Clay Regazzoni, Carlos Reutemann, Desiré Wilson, Kevin Cogan, Rupert Keegan e Emilio de Villota. A equipe conquistou com o modelo FW07B o Mundial de Pilotos e de Constutores em 1980 e com o modelo FW07C o de Constutores em 1981. 

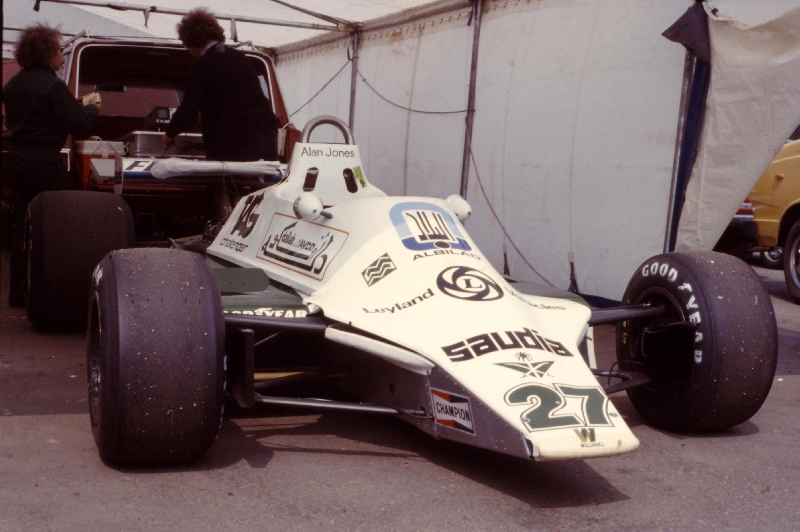
Williams FW07B de 1980

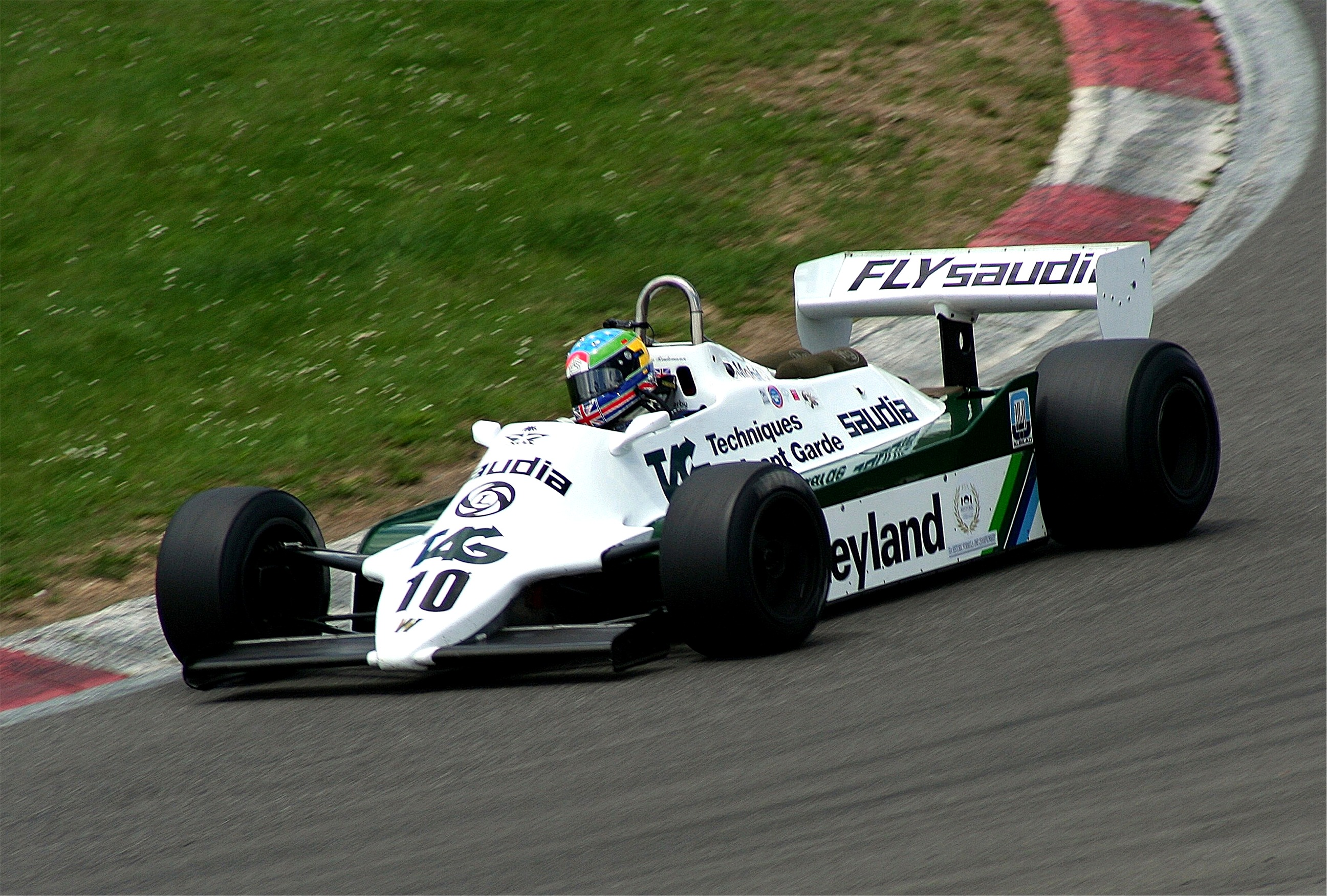
Williams FW07C de 1981

Williams